# Ultimate Tennis Showdown
Der Ultimate Tennis Showdown (UTS) ist eine internationale Einzel-Tennisliga, die im Jahr 2020 gegründet wurde. Der Wettbewerb wurde zunächst als Reaktion auf die Unterbrechung der Tennissaison aufgrund der COVID-19-Pandemie ins Leben gerufen. Es soll zudem den Tennissport attraktiver machen und vor allem der jungen Generation näher bringen. Initiatoren sind Patrick Mouratoglou (unter anderem Trainer von Serena Williams, Simona Halep und Holger Rune) und Alex Popyrin, Geschäftsmann und Vater des Tennisspielers Alexei Popyrin.

## Regeln
Beim UTS wird ein modifiziertes Wertungsformat verwendet, bei dem das Match in vier Viertel unterteilt wird. Es wird demnach nicht nach Sätzen gespielt. Jedes Viertel dauert dabei acht Minuten (bei den ersten Turnieren dauerte es noch zehn Minuten).
Am Ende der acht Minuten werden Entscheidungspunkte ausgespielt, wobei der Führende einen Vorteil hat: Er muss nur noch einen Punkt gewinnen, um das Viertel zu gewinnen. Andererseits kann der Gegner versuchen aufzuholen: Er muss ausgleichen, ohne einen einzigen Punkt zu verlieren. Gelingt ihm dies, wird ein entscheidender Punkt zum Sieg des Viertels ausgespielt. Beispiel: Nach 8 Minuten führt Spieler A mit 13:9, dann gewinnt der Spieler, der zuerst 14 Punkte erreicht, das Viertel. Wenn die reguläre Spielzeit mit einem Unentschieden abläuft, wird sofort ein entscheidender Punkt gespielt, mit dem das Viertel entschieden wird.
Nach jedem Viertel erfolgt ein Seitenwechsel und die Spieler haben zwei Minuten Pause (in den ersten Turnieren betrug die Pause noch drei Minuten). Um zu gewinnen, muss ein Spieler drei der vier Viertel gewinnen. Gewinnt er die ersten drei in Folge, wird kein viertes Viertel gespielt. Führt ein Spieler mit zehn Punkten Vorsprung, hat er das Spielviertel gewonnen und das Viertel wird vorzeitig abgebrochen. Steht es nach vier Vierteln unentschieden (2:2), entscheiden die darauffolgenden Ballwechsel über den Matchgewinn („Sudden Death“), bei dem der erste Spieler, der zwei Punkte in Folge gewinnt, auch das Match für sich entscheidet (bei wechselndem Aufschlag).
- Das Spielfeld entspricht den üblichen Maßen eines Einzelplatzes, jedoch stehen die Netzpfosten neuerdings unmittelbar an den Außenlinien und ragen nicht – wie sonst üblich – auf beiden Seiten 3 ft (0,914 m) über das Spielfeld hinaus. Dadurch ist das Netz am Rand geringfügig höher. Es wird auf Hart- und neuerdings auch auf Sandplatz gespielt.
- Durch Münzwurf wird bestimmt, wer als erster aufschlägt. Steht es nach vier Vierteln unentschieden (2:2), erhält der Spieler, der in allen vier Vierteln insgesamt die meisten Punkte erzielt hat, das erste Aufschlagsrecht. Ist die Punktezahl ebenfalls gleich hoch, wird erneut durch Münzwurf bestimmt, wer als erster aufschlagen darf. Der Aufschläger darf bestimmen, ob er von rechts oder links seinen Aufschlag beginnt.
- Es gibt keine Aufwärmphase. Das Spiel beginnt sofort nach Betreten des Tennisplatzes.
- Die traditionelle Zählweise wurde verlassen. Die einzelnen Punkte werden addiert (wie beim Tie-Break, jedoch ohne Höchstgrenze).
- Jeder Ballwechsel wird nur mit einem einzigen Aufschlag eingeleitet. Es gibt demzufolge keinen ersten und zweiten Aufschlag. Dadurch wird der Aufschlag defensiver durchgeführt, wovon man sich längere Ballwechsel verspricht.
- Der Spieler schlägt einmal von rechts und einmal von links auf. Alle zwei Ballwechsel wechselt der Aufschlag zum gegnerischen Spieler.
- Es gibt keine Wiederholung des Aufschlags, wenn der Ball bei einem Aufschlag auf die Netzkante trifft und im richtigen Aufschlagfeld landet („No-let-rule“), sondern der Punkt wird ausgespielt.
- Die Uhr wird nach Beendigung jedes Ballwechsels angehalten, so dass die acht Minuten reine Spielzeit bedeuten.
- Zwischen der Beendigung eines Ballwechsels und dem Aufschlag zum neuen Ballwechsel hat der Spieler nur 15 Sekunden Zeit (bei ATP- und WTA-Turnieren 25 Sekunden). Dafür wird die Uhr unmittelbar nach Bekanntgabe des Spielstands durch den Schiedsrichter gestartet. Dadurch werden die Erholungspausen zwischen den Ballwechseln bewusst verkürzt. Werden die 15 Sekunden überschritten, erfolgt eine Ermahnung durch den Schiedsrichter. Bei jeder weiteren Überschreitung verliert der Spieler einen Punkt. Steht eine Entscheidung im „Sudden Death“ an, wird die 15-Sekunden-Regel ausgesetzt, jedoch sind die Spieler gehalten, das Spiel zügig fortzusetzen.
- Es gibt keine Linienrichter. Der Schiedsrichter entscheidet. Bei strittigen Punkten wird die Entscheidung durch das Hawk-Eye überprüft, einem  computergestützten System zur Ballverfolgung.
- Jeder Spieler hat pro Spielviertel die Möglichkeit, an einem von ihm bestimmten Zeitpunkt den kommenden Ballwechsel bei einem Gewinn mit drei Punkten zu seinen Gunsten bewerten zu lassen. Er „zieht“ dafür seine UTS-Card. Dies soll eine strategische Komponente in das Match einführen. Verliert er den Ballwechsel, erhält der Gegner – wie üblich – einen Punkt.
- Ein medical time-out (medizinisch notwendige Unterbrechung zur Behandlung) darf maximal zwei Minuten dauern und kann nur beim Seitenwechsel genommen werden. Für jede weiteren 15 Sekunden verliert der Spieler einen Punkt. Bei längerer Verletzungspause verliert der Spieler das Viertel.
- Der jeweilige Trainer, der mit dem Spieler auf der Bank sitzt, darf einmal pro Viertel ein time-out (Auszeit) von 30 Sekunden Dauer zwischen den Ballwechseln beantragen.
- Die Spieler treten mit Pseudonym und nicht mit ihren Klarnamen auf. So nennt sich Daniil Medwedew „The Chessmaster“, Andrei Rubljow „Rublo“, Alexander Zverev „The Lion“ oder Taylor Fritz „The Hotshot“.
- Live-Coaching ist erlaubt – außer während eines Ballwechsels – und wird durch Lautsprecher auch den Zuschauern übermittelt. Hierfür trägt der Trainer ein Headset.
- Während der Viertelpausen werden Interviews mit den Spielern durchgeführt, die dafür ebenfalls ein Headset tragen, um an den Gedanken der Spieler teilhaben zu können. Lediglich Beleidigungen oder die Namensnennung der Klarnamen der Spieler sind verboten.
- Die Zuschauer dürfen während der Ballwechsel Zwischenrufe oder sonstige Bekundungen von sich geben. Teilweise wird Musik eingespielt.[1][2]

## Teilnehmer
Zu den Spielern, die bereits an UTS-Turnieren teilgenommen haben, gehören u. a. Daniil Medwedew, Taylor Fritz, Stefanos Tsitsipas, Matteo Berrettini, Alexander Zverev, Nick Kyrgios, Andrei Rubljow, Diego Schwartzman, Frances Tiafoe.
Das Turnier ist ein Einladungsturnier. Auf Einladung der Veranstalter wird jeder Teilnehmer aufgrund seines Leistungsniveaus und seiner Ausstrahlung ausgewählt. Es werden 2 Gruppen à 4 Spieler gelost. Jedes dreitägige Event, zu dem neu eingeladen wird, besteht aus den Gruppenrunden (Round Robin) an den ersten beiden Tagen, an denen alle Spieler antreten. Am dritten Tag stehen die Halbfinale und das Finale an. In jeder Gruppe spielt jeder gegen jeden. Die besten beiden jeder Gruppe qualifizieren sich für das Halbfinale, wo über kreuz Gruppenerste gegen Gruppenzweite spielen. Die Sieger bestreiten das Finale.

## UTS-Events 2023
Nach zwei Jahren Pause wird die UTS League im Jahr 2023 mit vier UTS-Events durchgeführt: drei reguläre Events und ein Finale (Grand Final). Nach jedem der regulären Events (Los Angeles im Juli, Frankfurt am Main im September, Seoul im Dezember) werden Punkte an die Spieler verteilt und die UTS-Rangliste wird aktualisiert. Es gibt drei Möglichkeiten, wie sich acht Spieler für das UTS Grand Final qualifizieren: Qualifiziert ist jeder Gewinner eines UTS-Events 2023 (ein bis drei Spieler können sich qualifizieren). Ferner qualifizieren sich mindestens die drei besten Spieler der UTS-Rangliste (ausgenommen Gewinner von UTS-Events). Es werden mindestens zwei Wildcards verteilt.
Das Event in Frankfurt am Main wurde vom 15. bis 17. September 2023 durchgeführt. Teilnehmer waren Grigor Dimitrow, Jan-Lennard Struff, Andrei Rubljow, Diego Schwartzman, Benoît Paire, Gaël Monfils, Christopher Eubanks und Casper Ruud. Das Turnier fand in der Ballsporthalle Frankfurt am Main (offiziell Süwag Energie Arena) statt, die etwa 5000 Zuschauer fasst. Im Finale schlug Andrei Rubljow Grigor Dimitrow. Die Zuschauerzahlen lagen am 15. September bei 3500, am 16. September war das Stadion mit 5000 Zuschauern ausverkauft und am 17. September gab es 4000 Besucher.
Das Event in Seoul, das für den 1. bis 3. Dezember 2023 geplant war, musste wegen Flugstreiks abgesagt werden. Stattdessen wurde das Grand Final vom 15. bis 17. Dezember in London ausgetragen.

## UTS-Events 2024
Im Jahr 2024 fand das erste Event vom 8. bis 11. Februar 2024 in Oslo statt. Zu den Teilnehmern zählten Casper Ruud, Holger Rune, Andrei Rubljow, Alexander Bublik, Dominic Thiem, Alex de Minaur, Benoît Paire und Gaël Monfils. Gaël Monfils wurde an Tag eins nach seinem ersten Spiel disqualifiziert, nachdem er den Turnierleiter Stephane Apostolou leicht verletzte. Er wurde durch Lucas Pouille ersetzt. Holger Rune und Dominic Thiem traten aufgrund von Erkrankungen nach Tag eins zurück. Für Dominic Thiem sprang die Nummer eins der norwegischen Junioren Nicolai Budkov Kjær ein. Das Finale gewann Andrei Rubljow gegen Alex de Minaur.

## Preisgeld
Das gesamte Preisgeld für jedes Event beträgt 1,665 Millionen US-Dollar. Auf jedes der 15 Matches entfallen damit 111.000 US-Dollar, wobei der Gewinner 70 % (77.700 US-$ = 72.386 €) und der Verlierer 30 % (33.300 US-$ = 31.022 €) davon erhalten. Einzig im Finale erhält der Sieger 100 % („winner-takes-all“). Sollte ein Spieler während eines Events alle fünf seiner Matches gewinnen, könnte er insgesamt 421.800 US-$ (= 392.953 €) erhalten (entspricht etwa dem Preisgeld für das Erreichen des Viertelfinales bei den US Open).

## Bisherige Gewinner
Herren:
- UTS1: Matteo Berrettini (2020)
- UTS2: Alexander Zverev (2020)
- UTS3: Alex de Minaur (2020)
- UTS4: Corentin Moutet (2021)
- UTS5: Wu Yibing (2023)[14]
- UTS6: Andrei Rubljow (2023)[15]
- UTS7: Jack Draper (Grand Final, 2023)
- UTS8: Andrei Rubljow (2024)

Damen:
- Anastassija Pawljutschenkowa (2020)